# Alvin Williams
Alvin Leon Williams (ur. 6 sierpnia 1974 w Filadelfii) – amerykański koszykarz, występujący na pozycji rozgrywającego, po zakończeniu kariery zawodniczej – trener koszykarski.

## Osiągnięcia
Na podstawie, o ile nie zaznaczono inaczej.
NCAA
- Uczestnik:
  - II rundy turnieju NCAA (1996, 1997)
  - turnieju NCAA (1995–1997)
- Mistrz:
  - turnieju:
    - National Invitation Tournament (NIT – 1994)
    - konferencji Big East (1995)

  - sezonu regularnego Big East (1997)
- Zaliczony do:
  - I składu:
    - Big East (1997)
    - turnieju Big East (1997)

NBA
- Uczestnik Rising Stars Challenge (1998)